# نوشیدنی استاندارد

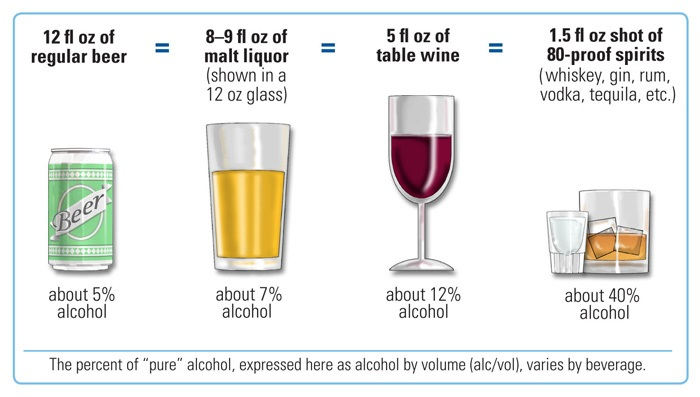
مقایسه نوشیدنی‌های استاندارد ایالات متحده - آبجو، عصاره مالت، شراب و نوشیدنی تقطیری

نوشیدنی استاندارد (انگلیسی: Standard drink) معیاری است برای مشخص‌نمودن میزان الکل موجود در یک نوشیدنی الکلی. معمولاً برای نشان‌دادن یک نوشیدنی فرضی و مقدار الکل خالص در آن کاربرد دارد. حجم یک نوشیدنی استاندارد بسته به غلظت الکل موجود در آن می‌تواند متفاوت باشد. بسیاری از دستورالعمل‌های بهداشتی دولت‌ها در کشورهای مختلف، مقادیر اندک یا خطرناک را با واحد گرم الکل خالص و میزان استفادهٔ آن در روز یا هفته مقایسه می‌کنند. در ایالات متحدهٔ آمریکا، یک نوشیدنی الکلی استاندارد حاوی ۱۴ گرم الکل است. این میزان معادل ۱۲-اونس-مایع-آمریکایی (۳۵۰-میلیلیتر) از آبجو با میزان الکل ۵٪ یا ۵-اونس-مایع-آمریکایی (۱۵۰-میلیلیتر) شراب با میزان الکل ۱۲٪ می‌باشد.
کشورهای مختلف، نوشیدنی‌های استاندارد الکلی را متفاوت تعریف می‌کنند. به عنوان مثال در استرالیا، یک نوشیدنی استاندارد الکلی حاوی ۱۰ گرم الکل است اما در کشور ژاپن، یک واحد استاندارد تقریباً ۲۰ گرم الکل دارد. علاوه بر این موارد، یک نوشیدنی استاندارد می‌تواند تحت تأثیر تابعی از وعده‌ها و میزان مصرف کشوری که در آن سِرو می‌شود باشد. برای نشان دادن محتوای الکل موجود در یک نوشیدنی، معمولاً به برچسب زدن نیاز است. قوانین استرالیا ایجاب می‌کند که بسته‌بندی‌های نوشیدنی الکلی حتماً می‌بایست دارای درجه‌بندی استاندارد الکل برای آن محصول باشد. اصطلاح نوشیدنی استاندارد در اولین دستورالعمل‌های سال ۱۹۸۴ انگلستان تحت برنامهٔ محدودیت‌های ایمن منتشر شد هر چند، صرف اصطلاح خالی نوشیدنی استاندارد تا سال ۱۹۸۷ با لزوم اشاره به واحد الکل (میزان مدرج) جایگزین شد.